# 休·康明
亨利·休·康明（Henry Hugh Comyn，1876年11月1日—1937年4月8日），是一名英格蘭公務員和羽球運動員。
休·康明是於1890年7月至1892年在德威學院學習。 1898年，他擔任大都會警察局收報機辦公室職員。1900年，他在地方自衛隊的第二南米德爾塞克斯兵團擔任中尉。他在國王的皇家步槍兵團參與第二次波耳戰爭。
他在1907年至1911年期間代表英格蘭打羽球，並在蘇格蘭羽球公開賽上三次贏得男子雙打冠軍。1908年是與法蘭克·卻斯特頓合作，1909年、1910年是與喬治·艾倫·湯姆斯合作。他還為特威克納姆划船俱樂部划船。
休·康明後來成為大都會警察局的總會計師。他在Angmering-on Sea去世，享年60歲。